# Astrid
Astrid è un nome proprio di persona femminile tipicamente scandinavo, ma usato anche in altre lingue.

## Varianti
Ipocoristici
- Danese: Asta[1]
- Norvegese: Asta[1]
- Svedese: Asta[1], Sassa[1]

### Varianti in altre lingue
- Catalano: Astrid[4]
- Francese: Astrid[1], Astride[1]
- Inglese: Astrid[1]
- Islandese: Ástríður[1]
  - Ipocoristici: Ásta[1]
- Italiano: Astrid[5]
- Lettone: Astrīda[1]
- Norreno: Ástríðr[1], Ásfríðr[2]
  - Ipocoristici: Ásta[1]
- Polacco: Astryda
- Spagnolo: Astrid[4]
- Tedesco: Astrid[1]
- Ungherese: Asztrid

## Origine del nome e diffusione
Deriva dall'antico nome norreno Ástríðr, composto dai termini áss ("dio", presente anche in Åsa, Asbjørn e Åsmund) e fríðr ("bello", "amato" da cui anche Guðríðr, Sigrid e Ingrid); un nome imparentato, Ansitruda o Anstruda, esisteva in alto tedesco antico, composto da ansi ("dio") e trut ("amata", "cara", sebbene il secondo elemento venga talvolta ricondotto a traud, "abile", "forte"), a cui Astrid viene talvolta ricondotto direttamente.
Il nome è originario delle lingue scandinave (e qui più frequente in svedese e norvegese), ma il suo uso si è esteso, più o meno diffusamente, anche a diverse altre lingue, fra cui italiano, spagnolo, catalano, francese, tedesco e inglese. La diffusione in Italia è dovuta alla fama di Astrid, principessa di Svezia e regina del Belgio; in Inghilterra venne introdotto nel XIX secolo (probabilmente era già stato portato dai Vichinghi danesi nel Danelaw, ma non prese piede).

## Onomastico
Nessuna santa ha mai portato il nome Astrid, che quindi è adespota; l'onomastico si può festeggiare il 1º novembre, per Ognissanti, o il 17 ottobre, data in cui si commemora una santa Anstrude, badessa di Saint-Jean de Laon.

## Persone

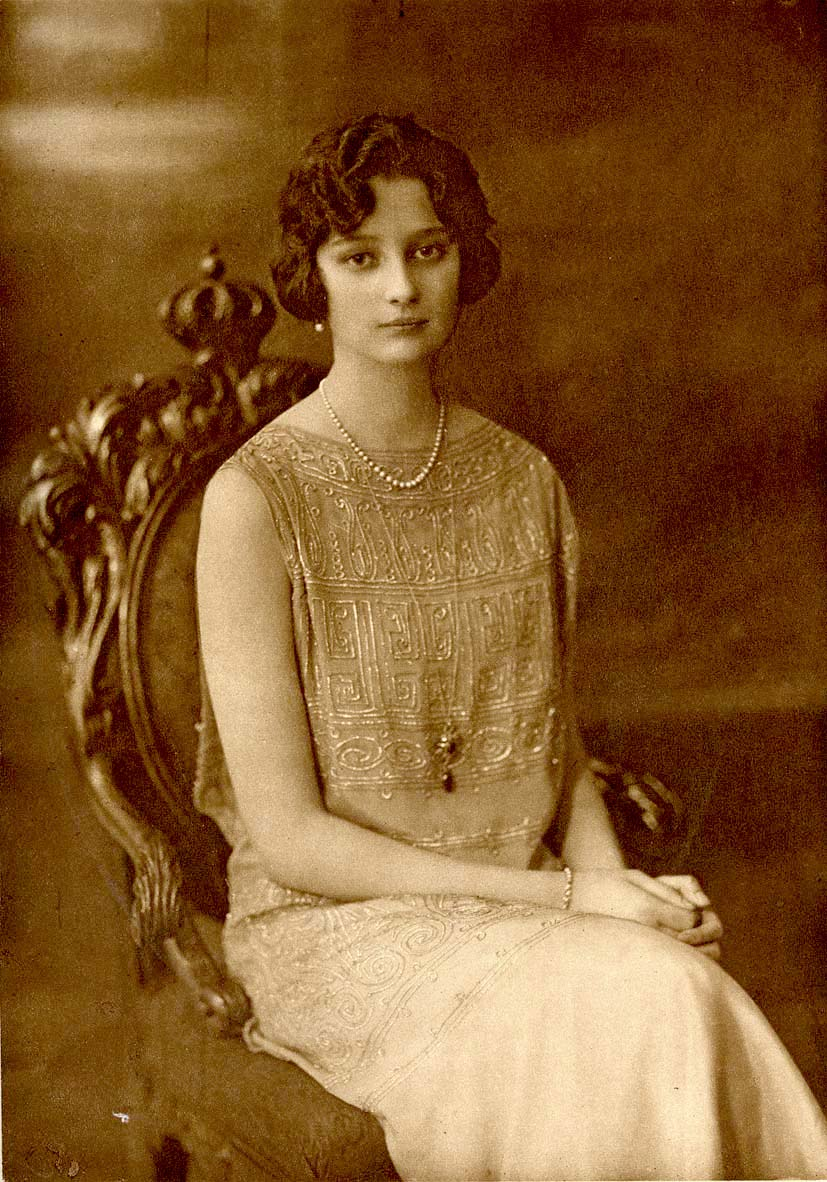
Astrid di Svezia

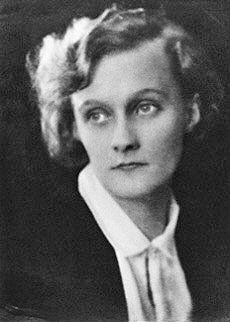
Astrid Lindgren

- Astrid del Belgio, principessa belga
- Astrid di Norvegia, principessa norvegese
- Astrid di Svezia, principessa svedese e regina del Belgio
- Astrid Berndt, schermitrice tedesca
- Astrid M. Fünderich, attrice tedesca
- Astrid Guyart, schermitrice francese
- Astrid Carolina Herrera Irrazábal, modella venezuelana
- Astrid Uhrenholdt Jacobsen, fondista norvegese
- Astrid Kirchherr, fotografa tedesca
- Astrid Kumbernuss, atleta tedesca
- Astrid Lindgren, scrittrice svedese
- Astrid Lødemel, sciatrice alpina norvegese
- Astrid Lulling, politica lussemburghese
- Astrid Meloni, attrice italiana
- Astrid Strauß, nuotatrice tedesca
- Astrid van der Veen, cantante olandese
- Astrid Varnay, soprano svedese naturalizzata statunitense
- Astrid Yunadi, modella indonesiana

### Varianti
- Astrið Foldarskarð, nuotatrice faroese
- Åsta Gudbrandsdatter, regina norvegese
- Asta Nielsen, attrice danese

## Il nome nelle arti
- Astrid è un personaggio della serie televisiva Vikings.
- Astrid Farnsworth è un personaggio della serie televisiva Fringe.
- Astrid Hofferson è un personaggio della serie cinematografica Dragon Trainer
- Astrid Ostermeyer è un personaggio della soap opera Tempesta d'amore.
- Astrid Peth è un personaggio della serie televisiva Doctor Who, che appare nello speciale di Natale Il viaggio dei dannati.
- Astrid Nielsen è una delle due protagoniste della serie televisiva poliziesca Astrid e Raphaëlle (Astrid et Raphaëlle), interpretata dall'attrice Sara Mortensen[9][10]